# Oblitoneura aromyzina
Oblitoneura aromyzina là một loài ruồi trong họ Tachinidae.